# On a Roll (album)
Albums de Point Blank
American Exce$$ 
(1981) Reloaded
(2007)
On A Roll est le sixième album studio du groupe de rock sudiste Point Blank. Il est sorti en 1982.

## Titres
| No | Titre               | Durée |
| -- | ------------------- | ----- |
| 1. | On A Roll           | 4:05  |
| 2. | I Just Want To Know | 3:17  |
| 3. | Love On Fire        | 4:23  |
| 4. | Don't Look Down     | 4:58  |
| 5. | Great White Line    | 5:49  |
| 6. | Let Her Go          | 3:58  |
| 7. | Gone Hollywood      | 3:39  |
| 8. | Take Me Up          | 3:14  |